# Aizkraukle (stad)
Aizkraukle (tot 1991 Stučka naar de bolsjewist Pēteris Stučka) is een stad in het midden van Letland en telt ongeveer 9000 inwoners. De plaats ligt in het oerstroomdal van de Westelijke Dvina.